# Vive monsieur le maire
Pour plus de détails, voir Fiche technique et Distribution.
Vive monsieur le maire (The Inspector General) est un film réalisé par Henry Koster d’après la comédie Le Revizor (1836) de Nicolas Gogol et sorti en 1949.

## Fiche technique
- Titre : Vive monsieur le maire
- Titre original : The Inspector General
- Réalisation : Henry Koster

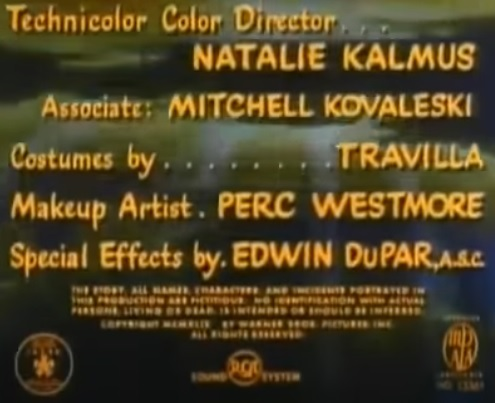
Extrait du générique du film.

- Scénario : Philip Rapp, Harry Kurnitz, Ben Hecht (non crédité), d'après la pièce de Nicolas Gogol
- Chef opérateur : Elwood Bredell
- Effets visuels : Edwin B. DuPar
- Musique : Johnny Green
- Montage : Rudi Fehr
- Direction artistique : Robert M. Haas
- Décors : Fred M. MacLean
- Costumes : Travilla
- Chorégraphie : Eugene Loring
- Production : Jerry Wald
- Société de production : Warner Bros Pictures
- Pays d'origine : États-Unis
- Format : Couleur (Technicolor) - Son : Mono (RCA Sound System)
- Genre : Film musical et comédie romantique
- Durée : 102 minutes
- Dates de sortie :
  - États-Unis :30 décembre 1949 (New York)
  - États-Unis : 31 décembre 1949 (sortie nationale)

## Distribution
- Danny Kaye (VF : Maurice Nasil) : Georgi
- Walter Slezak (VF : Serge Nadaud) : Yakov
- Barbara Bates (VF : Gilberte Aubry) : Leza
- Elsa Lanchester (VF : Lita Recio) : Maria
- Gene Lockhart : le Maire
- Alan Hale : Kovatch
- Walter Catlett : Colonel Castine
- Rhys Williams : l'Inspecteur Général
- Benny Baker : Telecki
- Byron Foulger : Burbis
- George Davis : Ladislaus
- Si Jenks : le villageois sourd